# David Saudek
David Saudek (* 28. května 1966 v Praze) je multimediální umělec, tvořící v oblasti klasické malby, fotografie, video-artu a filmu.

## Biografie
V letech 1991–1997 studoval na Akademii výtvarných umění v Praze v Ateliéru sochařství prof. Stanislava Kolíbala (Socha – prostor) a v Ateliéru nových médií prof. Michaela Bielického (Nová média – Video art). Dvakrát mu bylo uděleno prospěchové stipendium a jednou ateliérová cena. Vystavuje od roku 1988. Účastnil se několika tvůrčích pobytů (1990 – Sommerakademie, Salcburk, Rakousko; Georg Eisler, Vídeň; prof. Milan Knížák, Praha; 1991 – studijní pobyt ve švýcarských Alpách s odborným asistentem Janem Mariou Machem). V roce 1991 byl přijat na Gerrit Rietveld Academii v Amsterdamu v Nizozemsku. Věnuje se volné tvorbě a průběžně spolupracuje s prof. Milanem Knížákem.

## Tvorba

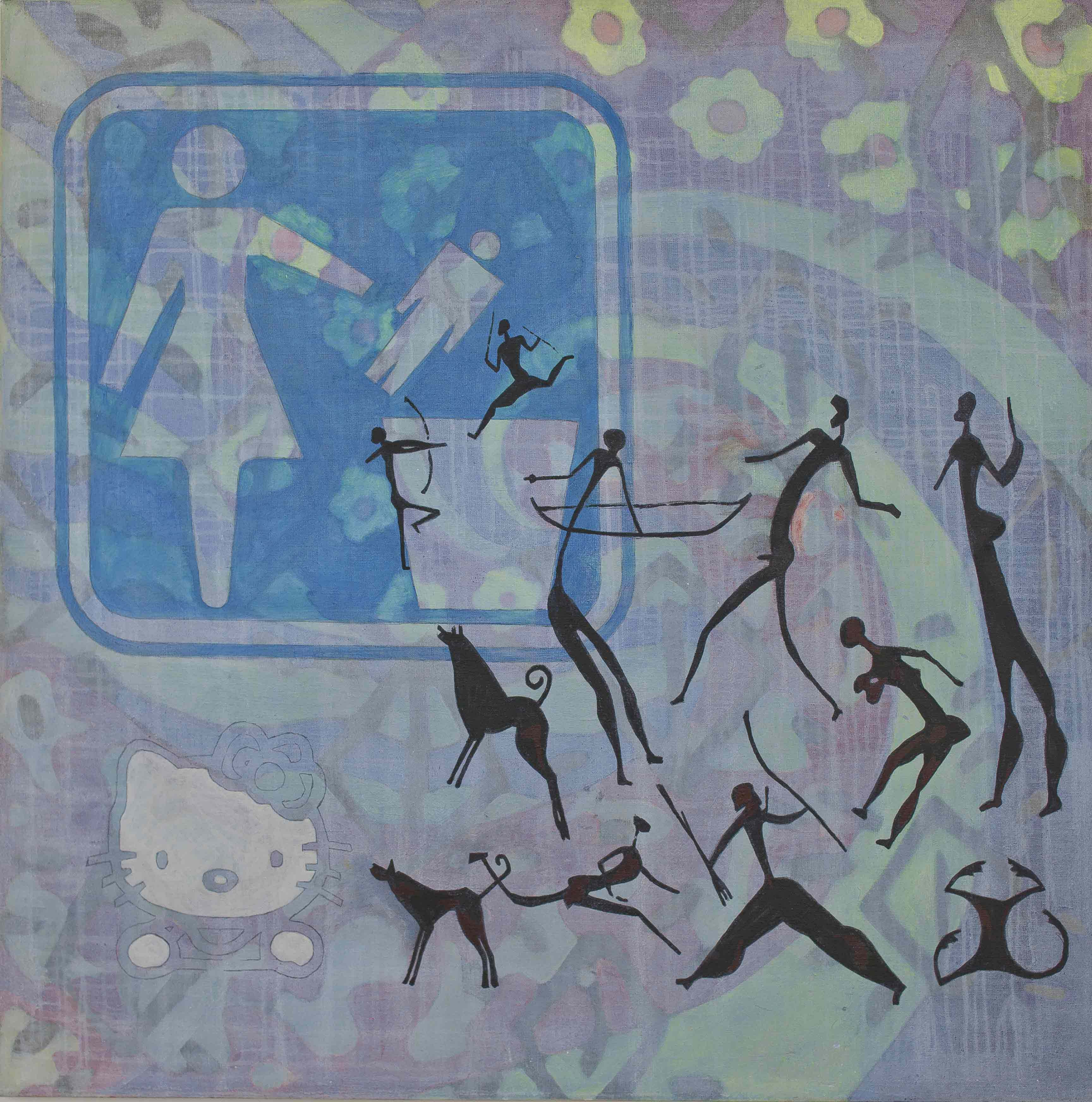
Vztahy I (2011), kombinovaná technika na plátně, 115 × 115 cm

Jeho tvůrčí počátky v 80. letech byly spjaty s gestickou malbou pod vlivem skupiny „Neue Wilde“, později reflektoval principy Neo-Dada (zejména Yves Klein) v syntéze se symbolickými znaky minulých kultur i aktuální současnosti. Následně se hlavním těžištěm jeho tvorby stala oblast nových médií (video art) a filmu.
Již v roce 1988 spolupracoval na filmu Zab se a leť I. (režie Dobroslav Zborník), o tři roky později na pokračování Zab se a leť II. Byl art direktorem filmu Nahota na prodej (1993, režie Vít Olmer) a filmu Kytice (2000, režie F. A. Brabec), který byl nominován za nejlepší výtvarný počin na cenu Český lev (2001).

V letech 2009–2010 navázal na své malířské východisko a rozvinul práci na této platformě. Ve svých obrazech se snaží zachytit realitu tak, jak ji cítí, za použití technicistních prvků (vrstvy záznamů, znaků, symbolů) a podvědomých vzpomínek. Využívá sedimentů kulturní historie lidstva (pravěk – figurální nástěnné malby z jeskyní Altamira, Lascaux; starověk – egyptské hieroglyfy; judaismus, islám) ve spojitosti s novodobými symboly, logy, značkami, slogany, které někdy přetváří a naplňuje novými obsahy. Inspiruje ho obrovská dostupnost a bohatost vizuální kultury, a to zejména na internetu a v médiích. Laboruje s myšlenkou, že každý znak vypovídá o kulturním prostředí a době, je nositelem paměti a zároveň působí jako nezávislá odosobněná struktura.

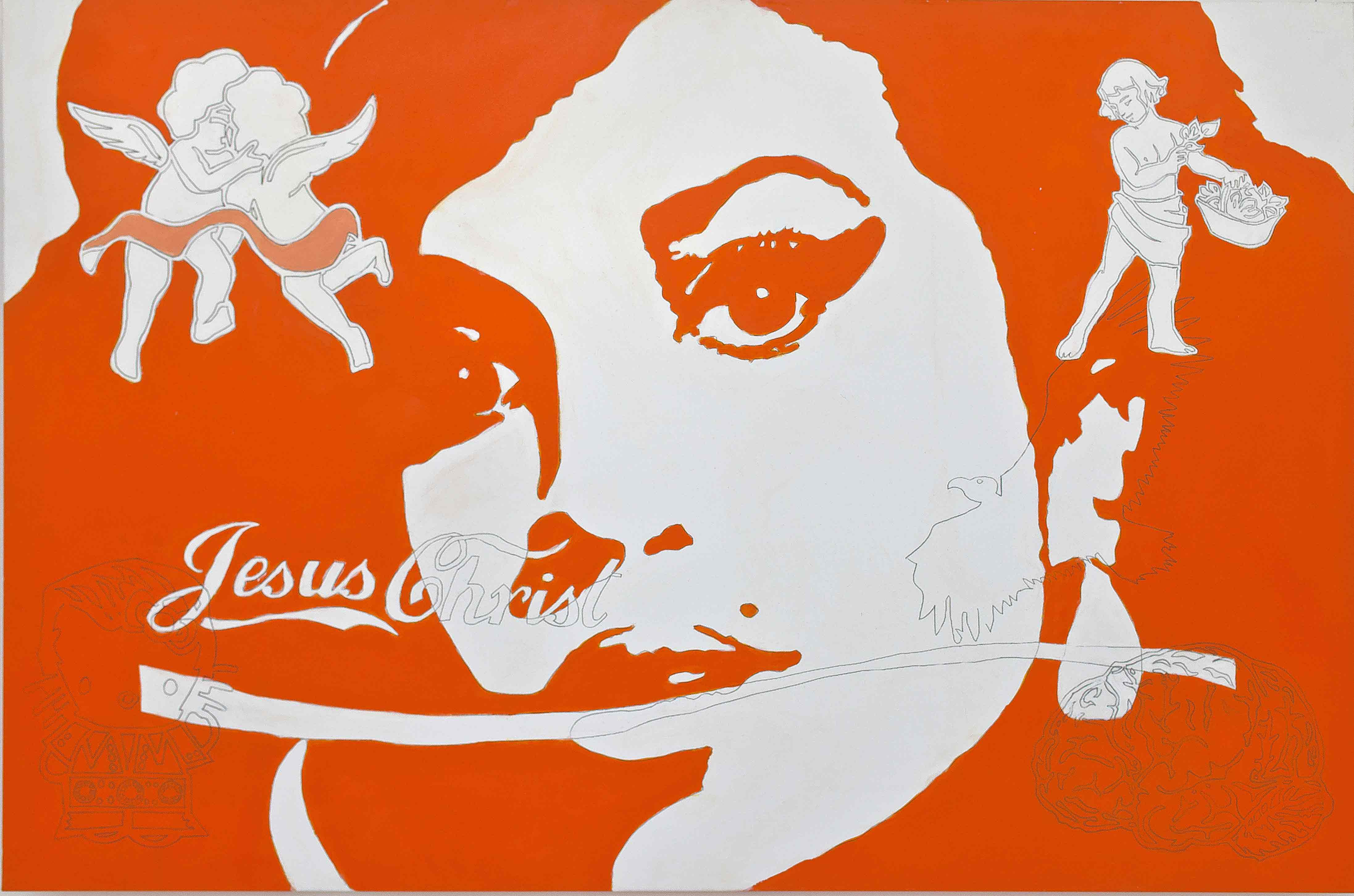
Z cyklu Hrdinové, Amy (2011), kombinovaná technika na plátně,
80 × 120 cm

David Saudek ve svých obrazech ustavuje zvláštní souvztažnosti, kontaminuje minulost přítomností. V jedné linii tvorby se vydává klasickou cestu pop-artu a využívá formu esteticky působivé „koláže“, v níž symboly transponuje do maximální zkratky. Finální dílo je výsledkem pregnantního konceptu a působí až typografickou jednoduchostí. Vzniká několik tematicky a koloristicky diferenciovaných cyklů – série Heroes, v níž s veškerou pietou ztvárňuje tragicky zemřelé „hrdiny“ (Marilyn, Elvis, Amy, Jesus ad.); soubor pláten MY VVVAY, v nichž zpracovává mj. optimistické vize, morality, dívčí sny ad. Do kontrastu staví druhou stránku své tvorby, strukturálnějšího a malířštějšího pojetí, kdy usiluje o abstraktnější sdělení (cyklus Zmizelé záznamy). Zatímco jeho tvorba v období let 2010–2011 byla orientována nadčasověji, v novějších plátnech z roku 2012 klade důraz i na aktuálnější situace na mediální scéně. Umělecký vývoj Davida Saudka za poslední roky velkoryse shrnula reprezentativní výstava nazvaná WWW.UDALOSTI.COM ve Společenském centru UFFO v Trutnově (18. 4. až 20. 5. 2012).

## Výstavy

### Samostatné výstavy
- 2012 WWW.UDALOSTI.COM, UFFO Trutnov
- 2012 Ze série MY VVVAY, Minigalerie Zlatá štika, Kolín
- 2011 LOWE, Galerie Michal’s Collection, Praha
- 2011 MY VVVAY, Galerie Michal’s Collection, Praha
- 1991 Galerie Kunhuta, Poděbrady

### Kolektivní výstavy
- 2012 GLORIA SLAVIA – Současní umělci na téma české státnosti a národní hrdosti (Jan Gemrot, Miroslav Javůrek, Martin Káňa, David Saudek, Jan Stoss, Jan Wolfchen Vlček), Galerie Michal’s Collection, Praha
- 2012 Originální perspektivy: Výběr ze současné české a slovenské tvorby umělců mladé a střední generace, Galerie U Bílého jednorožce, Klatovy
- 2011 Originální & Perspektivní. Exkluzivní výběr ze současného česko-slovenského umění, Bohemia Modern Art Gallery, Praha
- 2000 Konec světa?, Palác Kinských, Praha
- 1999 Neplánované spojení, výstavní síň Mánes, Praha
- 1995 Kultura a moc, Bohemia Nostra, Praha
- 1994 Junge Künstler der Prager Akademie der bildenden Künste, Museum Kunstpalast, Kunstmuseum Düsseldorf
- 1993 Národní technické muzeum,Praha; Výstava u Hybernů, AVU Praha
- 1992 Galerie Nový horizont, Praha
- 1991 People to people, Pod Stalinem, Praha
- 1990 Česká alternativa, ÚLUV Praha, New Jersey, Chicago, San Francisco, Los Angeles
- 1990 Czech Introspective (Contemporary Works on Paper), International Monatery Fund, Washington D.C.
- 1988 Vinohradská tržnice, Praha; U Zlatého melounu, Praha

## Zastoupení ve sbírkách
- Národní galerie v Praze
- Nadace Jana a Milan Jelínek; Muzeum Kampa – sbírka Medy Mládkové
- Museum of Modern Art New York – Gilbert and Lila Silvermann Foundation
- Museum Ludwig, Kolín nad Rýnem
- soukromé sbírky v ČR a zahraničí